# Pianling (köpinghuvudort i Kina, Liaoning Sheng, lat 40,48, long 123,16)
Pianling är en köpinghuvudort i Kina. Den ligger i provinsen Liaoning, i den nordöstra delen av landet, omkring 150 kilometer söder om provinshuvudstaden Shenyang. Antalet invånare är 27 094. Befolkningen består av 13 060 kvinnor och 14 034 män. Barn under 15 år utgör 18,0 %, vuxna 15-64 år 73 %, och äldre över 65 år 8,0 %.
Runt Pianling är det ganska tätbefolkat, med 108 invånare per kvadratkilometer. Närmaste större samhälle är Hadabei, 15,1 km söder om Pianling. Trakten runt Pianling består till största delen av jordbruksmark.
Genomsnittlig årsnederbörd är 1 190 millimeter. Den regnigaste månaden är juli, med i genomsnitt 387 mm nederbörd, och den torraste är januari, med 8 mm nederbörd.